# National League 2023 (Neuseeland)
Die National League 2023 war die dritte Saison der in diesem Modus ausgetragenen National League als höchste Spielklasse im neuseeländischen Fußball unter dem Dach von New Zealand Football sein. Der Beginn der Qualifikationsphase war mit dem 1. Spieltag der 25. März und endete mit dem letzten Spieltag der Southern League am 3. September. Danach fand die Championship-Phase statt, welche mit Wellington Olympic als Sieger des Grand Final am 25. November endete, welche zudem erstmals diesen Wettbewerb gewannen.

## Qualifikation

### Northern League
Als Aufsteiger aus der NRFL Division 1 nehmen die West Coast Rangers und der Manurewa diesmal am Spielbetrieb teil. Am Ende der Saison stiegen Takapuna und Manukau United direkt wieder ab.
| Pl. | Verein                 | Sp. | S  | U | N  | Tore    | Diff. | Punkte |
| --- | ---------------------- | --- | -- | - | -- | ------- | ----- | ------ |
| 1.  | Auckland City (M)      | 22  | 19 | 3 | 0  | 064:900 | +55   | 60     |
| 2.  | Eastern Suburbs        | 22  | 17 | 5 | 0  | 051:170 | +34   | 56     |
| 3.  | Auckland United        | 22  | 13 | 4 | 5  | 050:240 | +26   | 43     |
| 4.  | Manurewa (N)           | 22  | 11 | 3 | 8  | 046:370 | +9    | 36     |
| 5.  | Western Springs        | 22  | 10 | 3 | 9  | 039:350 | +4    | 33     |
| 6.  | Hamilton Wanderers     | 22  | 8  | 6 | 8  | 039:490 | −10   | 30     |
| 7.  | West Coast Rangers (N) | 22  | 8  | 2 | 12 | 033:490 | −16   | 26     |
| 8.  | Birkenhead United      | 22  | 7  | 4 | 11 | 046:440 | +2    | 25     |
| 9.  | Melville United        | 22  | 6  | 5 | 11 | 030:470 | −17   | 23     |
| 10. | Bay Olympic            | 22  | 4  | 3 | 15 | 033:550 | −22   | 15     |
| 11. | Takapuna               | 22  | 4  | 3 | 15 | 023:500 | −27   | 15     |
| 12. | Manukau United         | 22  | 3  | 3 | 16 | 026:640 | −38   | 12     |

Platzierungskriterien: 1. Punkte – 2. Tordifferenz – 3. geschossene Tore

### Central League
Als Aufsteiger aus der Capital Premier nahm Stop Out erstmals an der Liga teil. Nachdem Wellington United sich vom Spielbetrieb der Saison zurückgezogen hatte, wurden diese von Whanganui Athletic ersetzt, welche im Play-off um den Aufstieg zuvor noch unterlegen waren. Nach dem Ende der Saison musste Whanganui direkt wieder absteigen.
| Pl. | Verein                 | Sp. | S  | U | N  | Tore    | Diff. | Punkte |
| --- | ---------------------- | --- | -- | - | -- | ------- | ----- | ------ |
| 1.  | Wellington Olympic (M) | 18  | 15 | 1 | 2  | 079:290 | +50   | 46     |
| 2.  | Wellington Phoenix II  | 18  | 12 | 1 | 5  | 047:290 | +18   | 37     |
| 3.  | Napier City Rovers     | 18  | 10 | 3 | 5  | 050:320 | +18   | 33     |
| 4.  | Petone                 | 18  | 10 | 2 | 6  | 045:330 | +12   | 32     |
| 5.  | Western Suburbs        | 18  | 8  | 4 | 6  | 040:340 | +6    | 28     |
| 6.  | Waterside Karori       | 18  | 7  | 3 | 8  | 044:400 | +4    | 24     |
| 7.  | Miramar Rangers        | 18  | 8  | 0 | 10 | 037:430 | −6    | 24     |
| 8.  | Stop Out (N)           | 18  | 7  | 3 | 8  | 037:470 | −10   | 24     |
| 9.  | North Wellington       | 18  | 2  | 1 | 15 | 021:630 | −42   | 07     |
| 10. | Whanganui Athletic (N) | 18  | 1  | 2 | 15 | 019:690 | −50   | 05     |

Platzierungskriterien: 1. Punkte – 2. Tordifferenz – 3. geschossene Tore

### Southern League
Als Aufsteiger kam der FC Twenty 11 als neuer Teilnehmer hinzu und stieg nach dem Ende der Saison auch direkt wieder ab.
| Pl. | Verein                  | Sp. | S  | U | N  | Tore    | Diff. | Punkte |
| --- | ----------------------- | --- | -- | - | -- | ------- | ----- | ------ |
| 1.  | Christchurch United (M) | 18  | 16 | 1 | 1  | 072:120 | +60   | 49     |
| 2.  | Cashmere Technical      | 18  | 13 | 3 | 2  | 066:270 | +39   | 42     |
| 3.  | Coastal Spirit          | 18  | 10 | 1 | 7  | 030:360 | −6    | 31     |
| 4.  | Dunedin City Royals     | 18  | 8  | 5 | 5  | 044:290 | +15   | 29     |
| 5.  | Ferrymead Bays          | 18  | 9  | 2 | 7  | 035:360 | −1    | 29     |
| 6.  | Nelson Suburbs          | 18  | 7  | 4 | 7  | 048:460 | +2    | 25     |
| 7.  | Nomads United           | 18  | 7  | 2 | 9  | 032:350 | −3    | 23     |
| 8.  | Green Island            | 18  | 5  | 1 | 12 | 033:580 | −25   | 16     |
| 9.  | Selwyn United           | 18  | 3  | 1 | 14 | 021:530 | −32   | 10     |
| 10. | FC Twenty 11 (N)        | 18  | 2  | 0 | 16 | 011:600 | −49   | 06     |

Platzierungskriterien: 1. Punkte – 2. Tordifferenz – 3. geschossene Tore

## Endrunde
Am Ende kam es im Grand Final zur Begegnung von Wellington Olympic und Auckland City, wobei erstere Mannschaft das Spiel für sich gewinnen konnte. Beide Mannschaften wurden so für die Teilnahme an der Gruppenphase der OFC Champions League 2024 nominiert.

### Championship
| Pl. | Verein                | Sp. | S | U | N | Tore    | Diff. | Punkte |
| --- | --------------------- | --- | - | - | - | ------- | ----- | ------ |
| 1.  | Wellington Olympic    | 9   | 7 | 2 | 0 | 034:200 | +14   | 23     |
| 2.  | Auckland City         | 9   | 7 | 0 | 2 | 019:120 | +7    | 21     |
| 3.  | Christchurch United   | 9   | 5 | 1 | 3 | 018:160 | +2    | 16     |
| 4.  | Eastern Suburbs       | 9   | 4 | 3 | 2 | 023:110 | +12   | 15     |
| 5.  | Cashmere Technical    | 9   | 4 | 1 | 4 | 024:240 | ±0    | 13     |
| 6.  | Manurewa              | 9   | 4 | 1 | 4 | 016:200 | −4    | 13     |
| 7.  | Auckland United       | 9   | 2 | 4 | 3 | 015:170 | −2    | 10     |
| 8.  | Wellington Phoenix II | 9   | 3 | 0 | 6 | 019:240 | −5    | 09     |
| 9.  | Napier City Rovers    | 9   | 2 | 1 | 6 | 013:260 | −13   | 07     |
| 10. | Miramar Rangers       | 9   | 0 | 1 | 8 | 006:220 | −16   | 01     |

Platzierungskriterien: 1. Punkte – 2. Tordifferenz – 3. geschossene Tore

### Grand Final
| Wellington Olympic                                                               | Wellington Olympic | Auckland City | Auckland City |
| -------------------------------------------------------------------------------- | --- | --- | ------------- |
| Wellington Olympic                                                               | \| 26. November 2023 um 13:00 Uhr (01:00 Uhr MEZ) in Auckland (Mount Smart Stadium) \| \| Ergebnis: 2:0 (0:0) \| \| Schiedsrichter: Nick Waldron \| \| Spielbericht \| | \| 26. November 2023 um 13:00 Uhr (01:00 Uhr MEZ) in Auckland (Mount Smart Stadium) \| \| Ergebnis: 2:0 (0:0) \| \| Schiedsrichter: Nick Waldron \| \| Spielbericht \| | Auckland City |
| Wellington Olympic                                                               | Cheftrainer: Rupert Kemeys | Cheftrainer: Albert Riera ( Spanien) | Auckland City |
| Wellington Olympic                                                               | 1:0 Kailan Gould (58.) 2:0 Jack-Henry Sinclair (90.) | | Auckland City |
| 26. November 2023 um 13:00 Uhr (01:00 Uhr MEZ) in Auckland (Mount Smart Stadium) | | |               |
| Ergebnis: 2:0 (0:0)                                                              | | |               |
| Schiedsrichter: Nick Waldron                                                     | | |               |
| Spielbericht                                                                     | | |               |